# Sabine Friedrich
Sabine Friedrich (* 10. März 1958 in Coburg) ist eine deutsche Autorin von Romanen und Theaterstücken.

## Leben
Sabine Friedrich wurde 1958 in Coburg geboren.  Nach dem Abitur war sie eine Weile auf Reisen, studierte bis 1984 in München Germanistik und Anglistik und arbeitete dann in wechselnden Jobs, u. a. als Sprachlehrerin am Goethe-Institut München und als Tutorin in einer amerikanischen Sommerschule. 1989 wurde sie promoviert. Danach war sie als Lektorin und Zeitschriftenredakteurin tätig. 1992 heiratete sie, ein Jahr später wurde in Hamburg ihre Tochter geboren. 1994 zog die Familie nach Oslo. Dort begann Friedrich mit der Arbeit an ihrem ersten Roman. 1996 kehrte sie mit ihrer Tochter nach Coburg zurück. 1997 wurde ihre Ehe geschieden, und sie heiratete ein zweites Mal. Ihr Mann brachte einen Sohn in die Ehe mit. Friedrich lebt heute als freie Autorin mit ihrer Familie in Coburg.

## Werk
Friedrich veröffentlicht im Wesentlichen Romane. Ihr erstes Buch, Puppenhaus, 1997 bei piper erschienen, spielt mit Elementen von Krimi, Heimat- und Frauenroman: „Es ist ein ernsthaftes Mutmacherbuch für Einfamilienhausfrauen Ende Dreißig und gleichzeitig eine Satire darauf. Es ist als ›Roman mit Morden‹ ein richtig spannender Krimi, aber auch eine kolportagehafte Groteske. Es ist eine giftige Milieustudie mit Oasen echter Kleinstadtidylle, es gibt erschütternd wenig Liebe und nur heimlichen Sex, aber das Ende ist kitschig und voller Hoffnung (…) Ein angenehmes und klares, oft witziges Buch, ein Heimatroman, ein deutscher, und als solcher natürlich auch ein Heimathaßroman.“ „Ein erstklassiges Roman-Debüt.“
2000 wechselte Friedrich zum Eichborn Verlag, wo im selben Jahr ihr Roman Nachthaut erschien, ein Coming-of-age-Roman mit teilweise phantastischen Motiven, der die Geschichte dreier Frauen erzählt: „Legionen von Frauen werden es lesen, manchmal wissend nicken, manchmal lachen und sich irgendwie verstanden fühlen“ „eine fesselnde, aufwühlende Lektüre für Erwachsene, die sich nicht scheuen, in fremde und eigene Erfahrungen zu tauchen (...), dicht, spannend, ungeschönt und sprachlich wie inhaltlich eigenwillig.“
2005 erschien, nunmehr bei dtv, Familiensilber. „Eine Familienfeier steht an (...) Aus diesem Grund wird die Kleinstadt Neuenburg, irgendwo in Deutschland, übervölkert von Großtanten, Enkeln, Geschwistern. Kurz: von den verschiedensten Menschen, deren Geschichten das gesamte Sammelsurium unserer Gesellschaft spiegeln.“
So ist der Roman eher als Gesellschafts- denn als Familienroman einzuordnen:  „Ein groß angelegtes Beziehungsgeflecht, das die deutsche Nachkriegsgeschichte packend reflektiert.“
„Ein großer Roman (...), der mehr über das Leben im gegenwärtigen Deutschland und unsere Befindlichkeit aussagt, als es Tausende von Zeitungsartikeln belegen. Ein detailgetreues Abbild unserer Gegenwart (...) Sabine Friedrich erzählt lapidar und psychologisch präzis, als wäre ihr Roman durch das Fegefeuer der Eitelkeiten gegangen. So unterhaltend wie Tom Wolfe.“
Immerwahr entstand als Prosastudie zu dem gleichnamigen Theaterstück, das Friedrich 2006 für die mit ihr befreundete Schauspielerin Anja Lenßen entwickelte und das 2007 am Landestheater Coburg Premiere hatte. Im Mittelpunkt des Texts steht Clara Immerwahr, Deutschlands erste Chemikerin und verheiratet mit dem Nobelpreisträger, glühenden Patrioten und Erfinder des Gaskriegs Fritz Haber, der ebenso wie Clara selbst jüdischer Abstammung war. Friedrich erzählt ihre Geschichte als die eines doppelten Emanzipationsfehlschlags: Die Ausgrenzung der weiblichen Wissenschaftlerin und des jüdischen Wissenschaftlers spiegeln einander und erscheinen  exemplarisch für die Verweigerung der Moderne im Kaiserreich, die letztlich in die Katastrophe des Nationalsozialismus geführt hat. „In Rückblenden entwickelt Sabine Friedrich das Psychogramm zweier Dramen. Hier die in politischen und soziologischen Zwängen psychologisch verhaftete Akademikerin, dort der mit allen Mitteln, auch unter Raubbau an seiner Gesundheit, um gesellschaftliche Anerkennung ringende Fritz Haber. Dabei nutzt die Autorin in ihrem Roman eine Vielzahl zeitgenössischer Zitate und historisch gesicherter Daten. So wird über die persönlichen Dramen hinaus ein lebendiges, wegen seiner gelegentlichen Aktualität manchmal verstörendes Bild des ausgehenden 19. und beginnenden 20. Jahrhunderts gezeichnet. Fast 100 Jahre später ist so viel passiert – und doch wurde so wenig erreicht. Ein Buch mit hohem Nachdenk-Faktor.“
An Wer wir sind, einem Roman über den deutschen Widerstand gegen den Nationalsozialismus, erschienen im Herbst 2012 bei dtv, arbeitete Friedrich sechs Jahre. „Was die Historiker über Elser, die Scholls oder den Kreisauer Kreis geschrieben haben, hat sie gelesen, um es sich anzuverwandeln“, schrieb Gerhard Spörl im Spiegel. So entstehe „nicht ein Roman, sondern eine Enzyklopädie des deutschen Widerstands in der Hülle eines Romans“.
Anders sieht das Dieter Ungelenk: In seinen Augen „sprengt ,Wer wir sind‘ die Dimension des biografisch-historischen Romans: Indem sie die Akteure des Widerstands in ihren familiären, kulturellen und politischen Zusammenhängen porträtiert, verknüpft Sabine Friedrich mit scheinbar leichter Hand Gesellschaftspanorama, Politthriller und Familiensaga zu einem berührenden, erschütternden, fesselnden Leseabenteuer.“
Zusammen mit dem Roman erschien ein „Werkstattbericht“, in dem Friedrich auf sehr persönliche Weise von der Arbeit an ihrem Roman berichtet.
2016, nach dem Tod ihres ersten Ehemannes, erschien der Roman Epilog mit Enten: ein „absoluter Ausnahmeroman“, in dem sich Friedrich ihrer eigenen Lebensgeschichte zuwendet.
„Friedrichs mitreißender Roman über eine zerstörerische Beziehung führt zurück in eine Zeit der freien Liebe, der harten Drogen und der falschen Träume.“

Im Herbst 2019 erschien der Roman Einige aber doch, Band 1 einer Trilogie, die sich noch einmal mit dem deutschen Widerstand gegen den Nationalsozialismus befasst. Darin stehen die Frauen und Männer der Roten Kapelle im Mittelpunkt. Band 2 Was sich lohnt folgte im Januar 2021.
 Der dritte Band Die Nacht hat zwölf Stunden erschien August 2021.

## Veröffentlichungen (Auswahl)
- Die Nacht hat zwölf Stunden. dtv, 2021, ISBN 978-3-423-28242-0.
- Was sich lohnt. dtv, 2021, ISBN 978-3-423-28257-4.
- Einige aber doch. dtv, 2019, ISBN 978-3-423-28201-7.
- Epilog mit Enten. dtv, 2016, ISBN 978-3-423-28087-7.
- Wer wir sind. dtv, 2012, ISBN 978-3-423-28003-7.
- Wer wir sind. Werkstattbericht. dtv, 2012, ISBN 978-3-423-21403-2.
- Immerwahr (Schauspiel nach dem gleichnamigen Roman). Theaterverlag Hofmann-Paul, Berlin 2008.
- Immerwahr. dtv, 2007, ISBN 978-3-423-24610-1.
- Familiensilber. dtv, 2005, ISBN 3-423-20990-9.
- Das Eis, das bricht. Eichborn Verlag, Frankfurt am Main 2002, ISBN 3-8218-0912-4.
- Nachthaut. Eichborn, 2000, ISBN 3-8218-0843-8.
- Die wunderbare Imbißbude. Piper Verlag, 1999, ISBN 3-492-22772-4.
- Puppenhaus. dtv, 1997, ISBN 3-423-20936-4.